# Hydriomena sylvaria
Hydriomena sylvaria är en fjärilsart som beskrevs av William Schaus 1922. Hydriomena sylvaria ingår i släktet Hydriomena och familjen mätare. Inga underarter finns listade i Catalogue of Life.